# Jordi Mariné i Tarés
Jordi Mariné i Tarés   (Vinyols i els Arcs, 24 de setembre de 1941 - Cambrils, 22 de febrer de 2025) fou un ciclista català, que competí professionalment entre 1966 i 1971. Quan era amateur va participar en els Jocs Olímpics de Tòquio de 1964 en la prova de ciclisme en ruta individual.
L'any 2011 va publicar un llibre amb les seves memòries.
L'any 2014 va rebre el reconeixement del COE per la seva participació en els Jocs Olímpics de 1964 a Tòquio.
Va ser president de la Federació Catalana de Ciclisme del 2000 al 2004.

## Palmarès
- 1962
  - 1r al Trofeu Mossen Borràs
  - 1r al Gran Premi Cuprosan
- 1964
  - 1r al Trofeu Mossen Borràs
- 1967
  - 3r al Gran Premi de Laudio
  - 3r al Gran Premi de Primavera
- 1968
  - 1r al Campionat d'Espanya de Regions
- 1969
  - Vencedor d'una etapa a la Volta a Castelló
  - 2n a la Volta a Andalusia
  - 2n al Trofeu Luis Puig

### Resultats a la Volta a Espanya
- 1966. 27è de la classificació general
- 1969. 17è de la classificació general
- 1970. 56è de la classificació general

### Resultats al Tour de França
- 1967. 56è de la classificació general

### Resultats al Giro d'Itàlia
- 1970. Abandona